# هندسة صناعية
الهندسة الصناعية (بالإنجليزية: Industrial engineering)‏ تهتم بالعلوم التي تخدم فن التصميم الميكانيكي وعمليات الإنتاج والتصنيع المختلفة، وكل ما يخدم ذلك في الأساس كالتخطيط والتصميم والتصنيع والتجميع والاختبار والفحص والتحليل والمعالجة والتطوير للحصول على أفضل قيمة مقابل أقل تكلفة، مع الأخذ بالاعتبار هندسة العوامل البشرية، وهي تمسك هذه الشؤون من الجهة الاقتصادية ومن جهة التنظيم الصناعي.

## نبذة تاريخية عن الهندسة الصناعية

### بداية الهندسة الصناعية
يعتبر فريدريك وينسلو تايلور الأب الروحي للهندسة الصناعية، ورغم ذلك فهناك من سبقه في تأسيس جذور هذا العلم أمثال آدم سميث في كتابه ثروة الأمم الذي نشر عام 1776، وتوماس مالثوس أيضا في بحثه المسمى مقالة عن السكان والذي صدر عام 1798، وبحث ديفيد ريكاردو أيضا المسمى مبادئ الاقتصاد السياسي وفرض الضرائب والذي صدر عام 1817، وبحث جون ستيوارت ميل المسمى أساسيات السياسة الاقتصادية والذي صدر عام 1848، كما كان لتشارلز بابيج الجهد الأكبر في إرساء دعائم هذا العلم والذي أخرجه في كتابه اقتصاد الآلية والمصنعين عام 1832، وكل هذه الأعمال كان لها الأثر الكبير في نجاح الثورة الصناعية، ويمكننا أن نلاحظ أن مجال الهندسة الصناعية كان يسمى بعلم الاقتصاد في إنجلترا قبل أن يدخل التصنيع أمريكا.
وفي أواخر القرن التاسع عشر، نشرت العديد من الأبحاث والدراسات التي أرست قواعد الهندسة الصناعية، وعموما لا يمكن ذكر تاريخ الهندسة الصناعية دون ذكر فريدريك وينسلو تايلور فهو الذي صاغ تعبير الإدارة العلمية لوصف الطرق التي استحدثها خلال دراساته التجريبية، وكانت أعماله مثل غيره تغطي مواضيع مثل تنظيم العمل من خلال الإدارة واختيار العامل والتدريب وغيرها.
عائلة جلبريث كانت مفوّضة بتطوير دراسات الوقت والحركة، ولقد عمل كلٌ من فرانك جلبريث وزوجته الدكتورة ليليان على فهم: التعب - تطوير المهارة - دراسات الحركة وأيضا دراسات الوقت.لقد كانت أسرة جلبريث مهتمّة ب «الطريقة الوحيدة الأفضل لأداء العمل». وواحدة من أهم الأشياء التي عملتها أسرة جلبريث هي«تصنيف حركات الإنسان الرئيسيّة إلى 17 حركة» بعضها فعّال والآخر غير فعّال. وأوضح جلبريث أن الوقت اللازم لإتمام حركة فعّآلة يمكن تقليله لكن من الصعب جدا أن يزال. ومن الناحية الأخرى يجب إزالة الحركات غير الفعّالة بالكامل إذا أمكن.
خلال عقد الستينيّات من القرن الماضي وبعدها أيضا، بدأت الجامعات في تبنّى تقنيّة «بحوث العمليات» وقامت بإضافتها إلى مناهج الهندسة الصناعيّة. ومن خلال الكمبيوتر أو الكمبيوتر الرقمي والقدرات الضخمة للتخزين، أصبح المهندس الصناعي يمتلك أداة جديدة للحسابات الضخمة بطريقة سريعة. ومن خلال قدرات التخزين الضخمة للحاسوب أصبح من الممكن تسجيل النتائج السابقة ومقارنتها بالمعلومات الجديدة، وهذه المعلومات يستطيع من خلالها المهندس الصناعي دراسة نظم الإنتاج وتفاعلها مع التغير بطريقة قويّة وجيّدة.

### مستقبل الهندسة الصناعية
من الواضح أن مستقبل الهندسة الصناعية هو انتشار مفهومها بين الدول التي لم تستطع حتى الآن أن تفهم الأهداف الحقيقية من الهندسة الصناعية لذلك من المنتظر في الأعوام القادمة أن يتزايد الاهتمام بالهندسة الصناعية ودورها في التطوير خاصة وأنها تختلف عن هندسة التصميم الصناعي فهي تدرس الجانب الاقتصادي للإنتاج والصناعة إضافة إلى بعض الجوانب في هندسة التصميم الصناعي بينما تعتني هندسة التصميم الصناعي على الجوانب المعمارية بالمنتج من ناحية التصميم والجمال وقابلية المزج بين الجانب الجمالي والجانب الهندسي الوظيفي للمنتج.

## التخصص العلمي
يمكن تقسيم علوم الهندسة الصناعية في معظم الجامعات والمعاهد التي تدرس هذا العلم إلى الأقسام التالية (وإن كان البعض لا يعتمد ذلك رسميا):

### العلوم الأساسية التأهيلية
هي العلوم التي تؤهل الطالب لفهم ما يأتي من علوم التصميم والإنتاج والإدارة وقد يتم تقسيمها في بعض المؤسسات العلمية إلى فروع علمية أصغر أو تجزئتها إلى مستويات، وغالبا ما تشترك هذه العلوم مع أقسام الهندسة الأخرى وخاصة الميكانيكية منها؛ كهندسة القوى الميكانيكية وهندسة الميكاترونيات وهندسة التصميم الصناعي وهندسة السيارات وهندسة الطيران وهندسة الغزل والنسيج ولا سيما الهندسة الكهربية وبعض أقسام الهندسة المدنية، ومن هذه العلوم:
- التاريخ الهندسي.
- الرياضيات.
- الفيزياء.
- الكيمياء.
- الحاسبات والبرمجة.
- الرسم الهندسي.
- الهندسة الميكانيكية.
- الهندسة الكهربية.
- الهندسة الوصفية.
- بحوث العمليات.
- وبعض اللغات مثل: اللغة الإنجليزية واللغة الألمانية واللغة اليابانية.

### علوم التصميم الميكانيكي
هي العلوم التي تختص ببحث جميع الأسس والمعايير والمنطلقات التي تعتمد عليها عملية التصميم الميكانيكي، والتي تؤهل المهندس المختص بتحديد الأجزاء المراد تصنيعها والمواد الخام المستخدمة وأبعاد هذه الأجزاء وأحجامها وكتلها وجميع خواصها الفيزيائية والكيميائية والميكانيكية التي تؤهل الجزء لتحمل ظروف العمل في المنظومة وتحمل الأحمال التي ستؤثر عليه سواء كانت أحمالا ميكانيكية ساكنة (استاتيكية) أو متغيرة (ديناميكية) أو أحمالا حرارية أو أحمالا كهرومغناطيسية أو أحمالا كيميائية، بالإضافة إلى تحديد عمره الافتراضي ومعدلات الأمان الخاصة به.
وهي علم يختلف عن علم هندسة التصميم الصناعي Industrial Design Engineering والذي يعد علما هندسيا منفصلا عن الهندسة الصناعية في جوانب ومشترك معه في جوانب أخرى ولكل منهما طبيعته الخاصة.
أما الهندسة الصناعية فهي ذات علوم عدة...
ومن هذه العلوم (كما تسميها بعض الهيئات والمؤسسات التعليمية):
- أساسيات التصميم الميكانيكي.
- المواد الهندسية وبنيتها الداخلية.
- خواص المواد واختبارها.
- رسم وإنشاء الماكينات.
- أجزاء وعناصر المعدات الميكانيكية.
- تصميم آلات الورش.
- تصميم معدات المناولة.
- الميكانيكا التطبيقية.
- نظرية المرونة واللدونة.
- ميكانيكا الكسر.
- تحليل الإجهادات الميكانيكية.
- نظرية الماكينات.
- ديناميكا واهتزاز الماكينات.
- الديناميكا الحرارية.
- ميكانيكا الموائع.

### علوم الإنتاج والتصنيع
- تكنولوجيا الإنتاج والتصنيع.
- أساليب التشغيل.
- أساليب التشكيل.
- نظرية التشغيل.
- نظرية التشكيل.
- معدات التشغيل.
- معدات التشكيل.
- تكنولوجيا التشغيل.
- تكنولوجيا التشكيل.
- أنظمة التحكم الآلي.
- التحكم الرقمي باستخدام الحاسب الآلي CNC.
- التصنيع باستخدام الحاسب.
- الروبوتيات الصناعية.
- الذكاء الاصطناعي.

### علوم الإدارة والتنظيم والجودة
- اقتصاد هندسي.
- تخطيط وإدارة المشروعات.
- تخطيط وإدارة المصانع.
- إحصاء صناعي.
- القياسات الميكانيكية والمعايرة.
- الفحص اللا إتلافي.
- إدارة الجودة.
- نظم الجودة الشاملة.

### علوم أخرى
- معالجة المخلفات الصناعية وإعادة التدوير الصناعي.
- السلامة والأمان الصناعي.
- صيانة الماكينات.
- بحوث العمليات.
- كتابة التقارير الهندسية.

## مجالات العمل

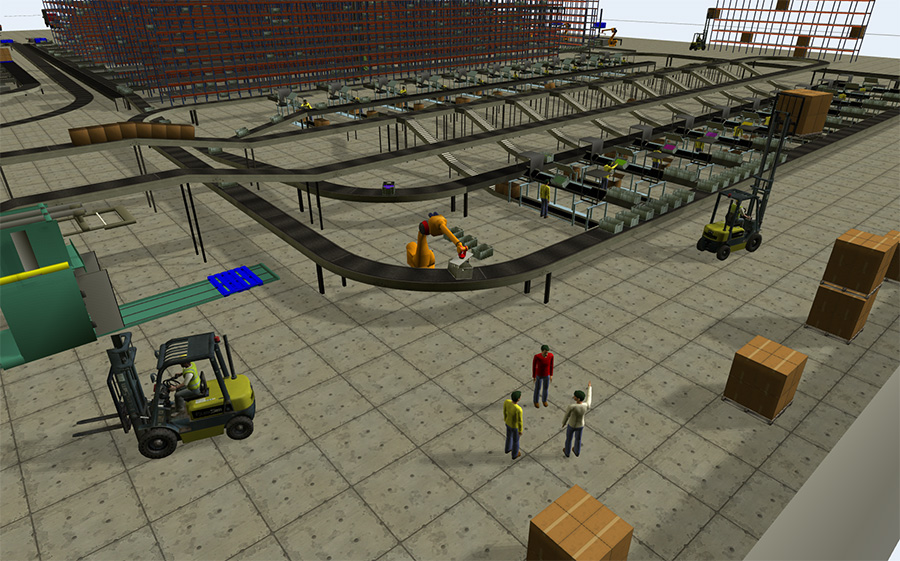
نموذج محاكاة مصنع ثلاثي الأبعاد، أنشئ بواسطة برنامج فليكس سيم.

في ضوء التطور السريع والكبير في العلوم التقنية الذي يشهده العالم وتعقيد وتداخل نظم الإنتاج والخدمات فإن دور المهندس الصناعي أو مهندس النظم كما يطلق عليه في بعض الأحيان أصبح أكثر وضوحاً وأهمية.
ويمكن إيجاز دور المهندس الصناعي فيما يلي:
1. - تصميم وتطوير النظم الصناعية في الإنتاج والخدمات لتعطي كفاءة عالية وللحد من حجم العمالة المطلوبة.
2. - دراسة وتطوير أداء الروبوت (robot).
3. - تصميم نظم الصيانة.
4. - إجراء الدراسات الاقتصادية الهندسية لتقويم البدائل.
5. - دراسة التأثيرات البيئية على إنتاجية العامل.
6. - مراقبة الجودة وضمانها في الشركات الخدمية والإنتاجية لجميع الأقسام الصناعية.
7. - التخطيط.
8. - السلامة والأمن.

### الناس
هذا الموضوع يجعل الهندسة الصناعية منفردة نوعا ما عن باقي اختصاصات أو مجالات الهندسة. يجتاز المهندس الصناعي بعض الدروس في علم النفس وعلم الاجتماع حتى يساعدهم على فهم مواضيع مثل إدارة البشر وأيضا تساعدهم مثل هذه الدراسات على فهم كيفيّة التعامل مع هذه المسائل.ومن مساحات الاهتمام الأخر للمهندسين الصناعيين هو تحديد كم عدد العمّال أو الناس المطلوبين؟ وهل هذا العمل أو هذه الوظيفة مناسبة لعامل من البشر؟وهل العملية آمنة؟ ما هي درجة الدفع التي يجب أن تُمنح لهذا العمل؟ هل يتطلّب العمل مزيداً من التدريب للعاملين؟ وهل هناك تواصل جيّد بين الإدارة والعاملين؟

### دراسة الحركة
كل عمل أو عمليّة يمكن تقسيمها إلى عناصر عمل أساسيّة، وقد وجدت عائلة جلبريث أن هذه الحركات 17. الوقت المطلوب لإتمام كل حركة لا يتغيّر. إن القواعد التي تستخدم في دراسة الحركة تحاول مساعدة الشخص أو العامل حركة متوازنة ومتزامنة.مثال: لا يجب استعمال دوّاسة القدم إلا عندما يجلس العامل. كذلك يجب أن تكون بيئة العمل أو العمّال مناسبة وجيدة حتى تصلح لكفاءة العمل. مثلا يجب أن تكون الأدوات مثبّتة لإزالة.مثال آخر: يجب أن تكون أسطح وكراسي العمل قابلة للتغيير أو التغيير إلى ارتفاع الشغلة لإزالة الضغط للإبقاء على الشركة كمنافس لا بد من مواصلة زيادة سعة الإنتاج وأيضا تقليل التكلفة. إن الهندسة الصناعية تأتي بالجديد من التحسينات والتطوير كل عام.

### دراسة الوقت
بدون وجود معيار محدّد سوف تجد الشركات صعوبة في تحديد المصطلح المعروف ب Lead-time على منتجاتها. إن الهندسة الصناعيّة توفّر معيار أو ميزان عادل مُحتمل لكل عمليّة.وعن طريق التقديرات فإنّ 12% من تكلفة الشركة الكليّة يأتي من العمالة المباشرة وهناك 43% من التكلفة تأتى من سعر أو تكلفة المادة ويذهب ال 45% الباقون في ال overhead. إن المقاييس سيتم وضعها لكل جزء أو شيء في الشركة ليس فقط العمليات التي تقوم بها العمالة المباشرة، سوف تكون الهندسة الصناعيّة مشاركة أيضا في تحليل ووضع المقاييس لشُغل المكاتب أيضا. وقت جيّد للدراسة سيتم أخذه لوضع في الحسابات التأخيرات التي لا يمكن تجنّبها والتعب وغيره. إن الوقت الضائع أو المبدّد كمثال: في البحث عن الأدوات لن يوضع في المعايير النهائيّة. التوقّع سيكون على أساس أن مكان العمل سيكون مصمّما ليكون ملاءما للعمل وسيكون خالى من أي مظاهر للتبديد. وبوضع معايير فعّآلة، تتمكن الشركة من تحديد ما إذا كانت عدد القوّة العاملة مناسبة للعام القادم. وقبل تأسيس المعايير يجب أن تكون الشركة ملمّة بالسعة الحالية والاحتياجات إلى مساعدة إضافيّة.

### العوامل البشرية
إن فكرة الإنتاج الضخم هي تشريح أو تقسيم عمليّة واحدة مُعقّدة إلى مهمّة سهلة وقابلة للتكرار والتي يمكن أن تتم على درجة عالية من الدقّة. لو أن محطة العمل والمهمّة والبيئة لم يتم تصميمهم بدقّة فإنّ العامل سيكون مُعرّض للخطر في صحّته وأمنه. إن الشركات أحيانا تختار أن تتجاهل الانتهاكات بسبب التكلُفة، وبالتالي قد تجد الشركة نفسها تدفع ثلاثة أضعاف التكلُفة الأصليّة. إن الهندسة الصناعية يجب أن تكون مدركة لهذه الأمور ويجب عليها أن تعمل مع الإدارة لتصميمهم بأسرع طريقة ممكنة.

### التعويضات
من وجهة نظر الشركة أنّها تُريد أن تُقلّل من كمية المال المُعطاة للموظّفين. إن هذا الهدف غالبا يكون ضدّ الهدف الآخر للإدارة ألا وهو الإنتاجية. إن إنتاجيّة الموظف مرتبطة مباشرةً بالعائد النقدي له.هناك بعض الخطط التي طُوّرت حتى تستطيع التوازن بين الإنتاجيّة والتكلفة. وفي هذا، فإنّ الهندسة الصناعيّة سوف تساعد الشركة لتحليل موقفهم الحالي وغالبا ستكون مسئولة عن اقتراح خطّة ملاءمة أو مناسبة.

### التدريب
إن العمّال يلزم أن يكونوا مُدرّبين تدريبا مناسبا. إن المقاييس توضع باستخدام أناس معتادين على العمل وأيضا الناس الذين برعوا في المهارات المطلوبة لأداء العمل. في سوق به منافسة يصبح الموظّفون أعلى في القيمة ولكن إذا لم يتماش تدريبهم معه فإنّ أهم وأثمن قيمة للشركة تقلّ وهي العمّال والموظّفين. إن هناك عمليّات وطُرق جديدة تم تطويرها. إنّها مسئوليّة الهندسة الصناعيّة للمساعدة على التأكد من أن درجة جيدة وملاءمة من التدريب تم تنفيذها.

## اقرأ أيضاً
- نظام تصنيع مرن
- هندسة التكاليف
- هندسة الجودة
- هندسة صناعية إنتاجية